# Aiud
Aiud (in ungherese Nagyenyed, in tedesco Straßburg am Mieresch), è un municipio della Romania di 26 119 abitanti, ubicata nel distretto di Alba, nella regione storica della Transilvania.
Il nome rumeno ed ungherese deriva da Sant'Egidio.

## Storia
Nel territorio comunale sorgeva la città romana di Brucia. Il comune è menzionato per la prima volta in un documento ufficiale nel 1293 ed era abitato prevalentemente da Sassoni.
Nei documenti medioevali veniva chiamato Enietten o Engeten.
Durante la riforma protestante gli abitanti si convertirono al calvinismo che ha avuto come conseguenza una magiarizzazione della popolazione. 

## Società

### Evoluzione demografica
Nel censimento del 1930, la maggioranza della popolazione era ungherese (4 788), seguiti dai rumeni (3 727) e dagli ebrei (464). Dal punto di vista confessionale, la maggioranza della popolazione era calvinista.
Evoluzione della popolazione nei censimenti:
Dal punto di vista etnico, al censimento del 2002 la popolazione era così suddivisa: